# Казе Гајфа (Парма)
Казе Гајфа је насеље у Италији у округу Парма, региону Емилија-Ромања.
Према процени из 2011. у насељу је живело 137 становника. Насеље се налази на надморској висини од 54 м.